# Točice
Točice (německy Toczitz) jsou základní sídelní jednotka obce Vilémov v okrese Havlíčkův Brod v kraji Vysočina. Nachází se asi 6,5 km jihovýchodně od Golčova Jeníkova, 13,5 km severozápadně od Chotěboře a 28,5 km severozápadně od centra Havlíčkova Brodu.
V Točicích je registrováno 21 čísel popisných. Protéká tudy potok Doubravka, prochází tudy silnice II/345, která Točice spojuje s Vilémovem a Kraborovicemi. Dále jsou Točice nezpevněnou cestou spojeny se Ždánicemi.